# حنا مقبل
حنا عيد مقبل صحفي وكاتب ونقابي فلسطيني شَغل منصب الأمين العام للصحفيين العرب في قبرص.

## نشأته
ولد عام 1939 في قرية الطيبة في فلسطين، درس وعمل في القدس. انتمى لحركة فتح وحرر أولى الدوريات الفلسطينية وساهم في تأسيس الإعلام الموحد الفلسطيني.
بعد مقتل كمال ناصر تولى حنا مقبل رئاسة تحرير مجلة فلسطين الثورة في بيروت التي مثلت لسان حال المقاومة الفلسطينية في لبنان.
انتخب عام 1979 أميناً عاماً لاتحاد الصحفيين العرب بصفته ممثلاً لفلسطين، وجدد انتخابه عام 1983 لأربع سنواتٍ أخرى، وكان أحد مؤسسي الاتحاد العام للكتاب والصحفيين الفلسطينيين وتولى أمانة سر الأمانة العامة للاتحاد حتى عام 1980م.

## اغتياله
اغتيل حنا مقبل في نيقوسيا في 3 مايو عام 1984.

### تخليد وتكريم
أقيمت له جنازة رمزية مهيبة في بلدته الطيبة انقلبت مسيرة حاشدة، وسمي شارع كنيسة الخضر في الطيبة باسمه.
بتاريخ 4 أغسطس 2015، منحه رئيس السلطة محمود عباس، وسام الاستحقاق والتميز الذهبي.